# SN 2012P
SN 2012P – supernowa typu Ib/c, odkryta 22 stycznia 2012 roku w galaktyce NGC 5806. W momencie odkrycia miała maksymalną jasność 15m.